# Cobra (film)
Pour les articles homonymes, voir Cobra (homonymie).
Pour plus de détails, voir Fiche technique et Distribution.
Cobra est un film d'action américain de George Cosmatos et sorti en 1986.
Le scénario du film, signé par son acteur principal Sylvester Stallone, est vaguement adapté du roman A Running Duck de Paula Gosling. Le roman sera en revanche plus fidèlement adapté en 1995 par Andrew Sipes dans Fair Game avec William Baldwin et Cindy Crawford.

## Synopsis
Après avoir fait en sorte d'éviter le pire lors d'une prise d'otages dans un supermarché, le lieutenant Marion Cobretti, dit « Cobra », un policier à l'allure et aux méthodes viriles, récupère une enquête sur une série de meurtres.

## Fiche technique
- Titre original et français : Cobra
- Réalisation : George P. Cosmatos
- Scénario : Sylvester Stallone, d'après le roman A Running Duck de Paula Gosling
- Musique : Sylvester Levay
- Directeur de la photographie : Ric Waite
- Montage : Don Zimmerman et James R. Symons
- Décors : Bill Kenney
  - Décorateur de plateau : Robert Gould
- Directions artistiques : Ardian H. Gorton et William Ladd Skinner
- Costumes : Tom Bronson
- Producteurs : Menahem Golan et Yoram Globus
  - Producteur associé : Tony Munafo
  - Producteur exécutif : James D. Brubaker
- Sociétés de production : Cannon Group, Golan-Globus Productions et Warner Bros. Pictures
- Distribution : Warner Bros. Pictures
- Budget : 25 millions $
- Format : couleurs – 1.85:1
- Pays de production :  États-Unis
- Langue : anglais
- Genre : action, policier
- Durée : 86 minutes
- Dates de sortie : 
  - États-Unis : 23 mai 1986
  - France: 22 octobre 1986
- Classification[1] :
  - États-Unis : R
  - France : interdit aux moins de 12 ans

## Distribution
- Sylvester Stallone (VF : Alain Dorval) : le lieutenant Marion « Cobra » Cobretti
- Brigitte Nielsen (VF : Dorothée Jemma) : Ingrid Knudsen
- Reni Santoni (VF : Mario Santini) : le sergent Tony Gonzales
- Andrew Robinson (VF : Jean-Pierre Leroux) : l'inspecteur Monte
- Art LaFleur (VF : Roger Dumas) : le capitaine Sears
- Val Avery (VF : Claude Joseph) : le commissaire Halliwell
- Brian Thompson (VF : Richard Darbois) : le tueur
- Lee Garlington : l'inspectrice Nancy Stalk
- Marco Rodríguez (en) (VF : Jean-François Vlérick) : le tueur du supermarché
- David Rasche (VF : Michel Derain) : Dan

## Accueil

### Critique
Cobra a rencontré un accueil critique majoritairement défavorable.
Sur le site agrégateur de critiques Rotten Tomatoes, le film obtient un score de 18 % d'avis positifs seulement, sur la base de 22 critiques collectées et une note moyenne de 3,4 sur 10 ; le consensus du site indique : « Un Sylvester Stallone désengagé joue le Cobra titulaire sans morsure dans ce thriller d'action plombé, obsédé par le carnage gratuit et rien d'autre ». Sur Metacritic, le film obtient une note moyenne pondérée de 25 sur 100, sur la base de 9 critiques collectées ; le commentaire du site indique : « Avis majoritairement défavorables ».

### Box-office
Le film a connu un succès modeste au box-office avec une recette de 49 042 224 $ sur le territoire américain et 160 millions de dollars au niveau mondial,, un résultat faible par rapport aux précédents films de Stallone (Rocky IV ou Rambo 2 : La Mission).
En France, le film totalise 2 690 732 entrées, ce qui est le 8e plus grand succès de Stallone dans un rôle principal, à ce jour (derrière Taxi 3 avec 6,1 millions d'entrées, Rambo 2 : La Mission avec 5,8 millions d'entrées, Rocky IV avec 5 millions d'entrées, Les Gardiens de la Galaxie Vol. 3 avec 3,4 millions d'entrées, Les Gardiens de la Galaxie Vol. 2 avec 3,2 millions de spectateurs, Rambo & Rocky 3 avec 3 millions d'entrées chacun) et le plus grand succès de l'acteur hors de ses autres séries de films.
| Pays ou région    | Box-office        | Date d'arrêt du box-office | Nombre de semaines |
| ----------------- | ----------------- | -------------------------- | ------------------ |
| États-Unis Canada | 49 042 224 $      | -                          | -                  |
| France            | 2 690 732 entrées | -                          | -                  |
| Total mondial     | 160 000 000 $     | -                          | -                  |

## Distinctions
Cobra a été nommé pour six Razzie Awards dans les catégories Pire film, Pire acteur (Sylvester Stallone), Pire actrice (Brigitte Nielsen), Pire acteur secondaire et nouveau talent (les deux pour Brian Thompson) et Pire scénario.

## Autour du film
- George Pan Cosmatos avait déjà dirigé Stallone dans Rambo 2 : La Mission en 1985.
- Brigitte Nielsen était à l'époque l'épouse de Sylvester Stallone. Elle avait joué à ses côtés l'année précédente dans le film Rocky 4[7]. Ils rejoueront aussi dans Creed 2.
- La voiture Mercury de Cobretti appartenait réellement à Sylvester Stallone. La production en a cependant construit une réplique pour les scènes de cascade[8].
- Quand Cobretti nettoie son Colt 1911, on peut voir qu'il est chargé avec des balles à blanc.
- Le pistolet-mitrailleur utilisé par Cobra est un Jati-Matic.
- Le film Le Solitaire de Jacques Deray avec Jean-Paul Belmondo, sorti un an plus tard, devait également s'intituler Cobra. Mais pour éviter l'homonymie, le titre fut changé durant la production[9].
- Le style de Marion Cobretti est inspiré de Jean-Paul Belmondo.